# Jacobi-mátrix
A Jacobi-mátrix egy vektorértékű függvény elsőrendű parciális deriváltjait tartalmazó mátrix, mely az egyváltozós skalárfüggvények deriváltjának fogalmát terjeszti ki vektormezőkre, ahogy a gradiens a skalármezőkre teszi ugyanezt. Az implicitfüggvény-tételben és az inverzfüggvény-tételben is megjelenik.

## Definíció
Legyen {\displaystyle f:\mathbb {R} ^{n}\to \mathbb {R} ^{m}} az n dimenziós euklideszi térből az m dimenziós euklideszi térbe képező differenciálható függvény. (Ha n = m, akkor f egy vektormezőt határoz meg.) Ekkor a vektorértékű {\displaystyle f:\mathbf {x} \mapsto \mathbf {y} } függvény egyes komponensei: 
azaz
{\displaystyle f(x_{1},x_{2},\dots ,x_{n})=\left(f_{1}(x_{1},x_{2},\dots ,x_{n}),f_{2}(x_{1},x_{2},\dots ,x_{n}),\dots ,f_{m}(x_{1},x_{2},\dots ,x_{n})\right)},
ahol f1, f2, ... , fm koordinátafüggvények skalár-értékű n-változós függvények, azaz {\displaystyle f_{i}:\mathbb {R} ^{n}\to \mathbb {R} } (i = 1, 2, ..., m).
Ezen m darab n-változós függvény parciális deriváltjaiból egy m×n-es mátrixot képezhetünk:
{\displaystyle J={\begin{bmatrix}{\dfrac {\partial f_{1}}{\partial x_{1}}}&\cdots &{\dfrac {\partial f_{1}}{\partial x_{n}}}\\\vdots &\ddots &\vdots \\{\dfrac {\partial f_{m}}{\partial x_{1}}}&\cdots &{\dfrac {\partial f_{m}}{\partial x_{n}}}\end{bmatrix}}}.
Ezt hívjuk a Jacobi-mátrixnak, melynek elemei maguk is skalár-értékű n-változós függvények. 
Felírható még úgy is, hogy 
{\displaystyle J={\begin{pmatrix}\operatorname {grad} f_{1}\\\vdots \\\operatorname {grad} f_{m}\end{pmatrix}}},
ahol grad(.) a gradiensfüggvény.
Továbbá J egy {\displaystyle \mathbb {R} ^{n}\to \mathbb {R} ^{m\times n}} függvény mátrixos felírása: 
{\displaystyle \mathbf {a} \mapsto J(\mathbf {a} )}, ahol J(a) egy konkrét számokat tartalmazó m×n-es mátrix lesz, ha egy adott a = (a1, a2, ... , an) {\displaystyle \mathbb {R} ^{n}}-beli pont koordinátáit behelyettesítjük J minden egyes (i, j) pozícióban lévő {\displaystyle {\dfrac {\partial f_{i}}{\partial x_{j}}}} parciális deriváltfüggvényébe: 
{\displaystyle J(\mathbf {a} ):=\left({\frac {\partial f_{i}}{\partial x_{j}}}(\mathbf {a} )\right)_{i=1,\ldots ,m;\ j=1,\ldots ,n}={\begin{pmatrix}{\frac {\partial f_{1}}{\partial x_{1}}}(\mathbf {a} )&{\frac {\partial f_{1}}{\partial x_{2}}}(\mathbf {a} )&\ldots &{\frac {\partial f_{1}}{\partial x_{n}}}(\mathbf {a} )\\\vdots &\vdots &\ddots &\vdots \\{\frac {\partial f_{m}}{\partial x_{1}}}(\mathbf {a} )&{\frac {\partial f_{m}}{\partial x_{2}}}(\mathbf {a} )&\ldots &{\frac {\partial f_{m}}{\partial x_{n}}}(\mathbf {a} )\end{pmatrix}}}.
A Jacobi-determináns a Jacobi-mátrix determinánsa.

## Alkalmazása
A Jacobi-mátrix az egyváltozós skalárfüggvények deriváltjának fogalmát terjeszti ki vektormezőkre, ahogy a gradiens a skalármezőkre teszi ugyanezt. Ha lineáris transzformációként fogjuk fel, akkor J adja meg az f függvény legjobb lineáris közelítését egy adott {\displaystyle \mathbf {x_{0}} } pont körül abban az értelemben, hogy a Taylor-sorhoz hasonlóan elsőrendben:
{\displaystyle f(\mathbf {x} )\approx f(\mathbf {x_{0}} )+J(\mathbf {x_{0}} )(\mathbf {x} -\mathbf {x_{0}} )}.
Úgy is fogalmazhatunk, hogy a Jacobi-mátrix megadja, hogy lokálisan hogyan viselkedik az f függvény, mennyire simul rá f(x0)-ban a képhalmazát érintő hipersíkra.
A Jacobi-mátrix megjelenik az implicitfüggvény-tételben és az inverzfüggvény-tételben.

## Példa
Legyen
{\displaystyle f:\mathbb {R} ^{3}\rightarrow \mathbb {R} ^{2}}
a 
{\displaystyle f(x,y,z)=\left({\begin{array}{c}x^{2}+y^{2}+z\cdot \sin(x)\\z^{2}+z\cdot \sin(y)\end{array}}\right)}
képlettel megadott háromváltozós függvény.
Akkor
{\displaystyle {\frac {\partial }{\partial x}}f(x,y,z)=\left({\begin{array}{c}2x+z\cdot \cos(x)\\0\end{array}}\right),\;\;}
{\displaystyle {\frac {\partial }{\partial y}}f(x,y,z)=\left({\begin{array}{c}2y\\z\cdot \cos(y)\end{array}}\right),\;\;}
{\displaystyle {\frac {\partial }{\partial z}}f(x,y,z)=\left({\begin{array}{c}\sin(x)\\2z+\sin(y)\end{array}}\right)}
és így a függvény Jacobi-mátrixa
{\displaystyle Df(x,y,z)=\left({\begin{array}{ccc}2x+z\cdot \cos(x)&2y&\sin(x)\\0&z\cdot \cos(y)&2z+\sin(y)\end{array}}\right)}

## Megjegyzés
Ha az összes f1, f2, ... , fm koordinátafüggvény lineáris, akkor J-ben az összes parciális derivált konstans, J egy közönséges mátrix, J(a) pedig nem függ a-tól.

## Lásd még
- Hesse-mátrix